# Krzyżowce
Krzyżowce (ukr. Крижова) – wieś na Ukrainie w rejonie łuckim obwodu wołyńskiego.
Do 2020 w rejonie horochowskim. 